# Marinus van der Lubbe
Marinus (Rinus) van der Lubbe (ur. 13 stycznia 1909 w Lejdzie, zm. 10 stycznia 1934 w Lipsku) – holenderski komunista, oskarżony i stracony za podpalenie gmachu Reichstagu w 1933 (pożar Reichstagu). W 2008 wyrok unieważniono, nie rozstrzygając jednakże o winie lub braku winy van der Lubbego.

## Życiorys
Urodził się 13 stycznia 1909 r. w Lejdzie. Jego rodzice rozwiedli się, a matka zmarła kiedy Marinus miał 12 lat. Następnie wychowywał się w rodzinie swojej przyrodniej siostry, dorastał w skrajnej biedzie. Kiedy pracował jako murarz zetknął się z ruchem robotniczym. W 1925 wstąpił do Holenderskiej Partii Komunistycznej. W 1926 doznał wypadku w pracy, w wyniku którego omal nie stracił wzroku. W jego następstwie musiał zrezygnować z pracy i zaczął żyć z zasiłku w wysokości 7,44 guldenów tygodniowo. Podejmował ponadto różne dorywcze prace. W 1927 przeprowadził się do Lejdy i założył tam „dom Lenina”. Działał w ruchu bezrobotnych do czasu, gdy w 1931 doszło do jego konfliktu z Holenderską Partią Komunistyczną, w wyniku czego van der Lubbe wstąpił do Międzynarodowej Grupy Komunistycznej.
Planował wyjechać do Związku Radzieckiego, ale nie miał na to pieniędzy. Dotarł do Polski, gdzie zawrócił i 18 lutego 1933 r. zjawił się w Berlinie. Tam podjął działalność w organizacjach komunistycznych. 25 lutego 1933 van der Lubbe próbował podpalić biuro opieki społecznej w berlińskiej dzielnicy Neukölln, a następnie, ratusz i dawny pałac królewski. Wszystkie trzy próby zostały pokrzyżowane, gdyż natychmiast je odkryto.

## Podpalenie Reichstagu
27 lutego 1933 spłonął gmach Reichstagu. Na miejscu zdarzenia policja zatrzymała van der Lubbego, którego natychmiast oskarżono o podpalenie budynku. Poprzedniego dnia Lubbe próbował podpalić Biuro Dobroczynności w berlińskiej dzielnicy Neukölln, Czerwony Ratusz i zamek berliński, jednak bez powodzenia. Van der Lubbe nie stawiał oporu podczas aresztowania. Zeznał, że wszedł przez okno w zachodniej części budynku. Najpierw podłożył ogień w biurze nazistowskiej frakcji parlamentarnej, a następnie w sali plenarnej. Mimo iż van der Lubbe sprawiał wrażenie niezrównoważonego psychicznie – szef berlińskiej policji politycznej uważał podpalenie za czyn szaleńca – naziści wykorzystali to zdarzenie do rozprawy z Komunistyczną Partią Niemiec (niem. Kommunistische Partei Deutschlands, KPD) (wówczas trzeciej co do wielkości partii, zajmującej sto miejsc w Reichstagu i dysponującej 17% głosów), która rychło została zdelegalizowana.

## Proces sądowy
Obok van der Lubbego, o podpalenie Reichstagu oskarżono prominentnych działaczy partii komunistycznej: Ernsta Torglera, który jako ostatni opuścił gmach Reichstagu w dniu pożaru oraz bułgarskich członków Kominternu Georgija Dimitrowa (późniejszego komunistycznego premiera Bułgarii), Błagoja Popowa i Wassila Tanewa. Proces rozpoczął się w Lipsku 21 września 1933. Oskarżenie próbowało przedstawić podpalenie jako sygnał dla komunistycznych wystąpień zbrojnych przeciwko państwu niemieckiemu.
Van der Lubbe, nie współpracował ze swoim obrońcą, sprawiał wrażenie zdezorientowanego, a nawet chorego psychicznie. Jednak na podstawie przeprowadzonych badań psychiatrycznych stwierdzono, że jest zdrowy. Van der Lubbe przez cały czas utrzymywał, że działał w pojedynkę. Rozczarowany faktem, że lud pracujący nie podejmuje żadnych działań przeciwko faszyzmowi, postanowił sam podjąć walkę. Podpalenie Reichstagu miało na celu zniszczyć symbol systemu. W czasie procesu wyszło jednak na jaw, że van der Lubbe zapalił w biurze frakcji nazistowskiej szereg małych ogieńków rzucając na ziemię niewielkie skrawki papieru, które po kolei podpalał używając zapałek do rozpalania w piecu, z którymi go pochwycono. Robił to, według tego co ustalono w śledztwie, przez 10 do 15 minut i najdalej w 24 minuty po dostaniu się do Reichstagu został pochwycony. Ogieńki wzniecone przez van der Lubbego wygasły same nie wyrządzając większych szkód, tymczasem olbrzymi, widoczny z daleka w mieście pożar, objął górną część budynku. Dlatego zarówno obrona, jak i oskarżyciele zwracali uwagę na rzekomych wspólników oskarżonego.
Propaganda komunistyczna przedstawiła van der Lubbego jako prowokatora. Pojawiły się publikacje sugerujące, że najprawdopodobniej był on manipulowany przez Gestapo oraz wskazujące na to, że nie był on już od kilku lat członkiem partii komunistycznej. Rozpowszechniono też plotkę jakoby był homoseksualistą, manipulowanym przez szefa SA Ernsta Röhma. Oskarżenia te pojawiły się już w trakcie procesu w tzw. drugiej Brunatnej Księdze terroru hitlerowskiego (Brown Book, wydana w wielu językach w 1933, uzupełniona z czasem o mowy Dymitrowa z procesu) i zostały powtórzone w alternatywnym procesie o podpalenie Reichstagu zorganizowanym przez lewicę wiosną 1933 w Londynie.

## Wyrok i wykonanie kary śmierci

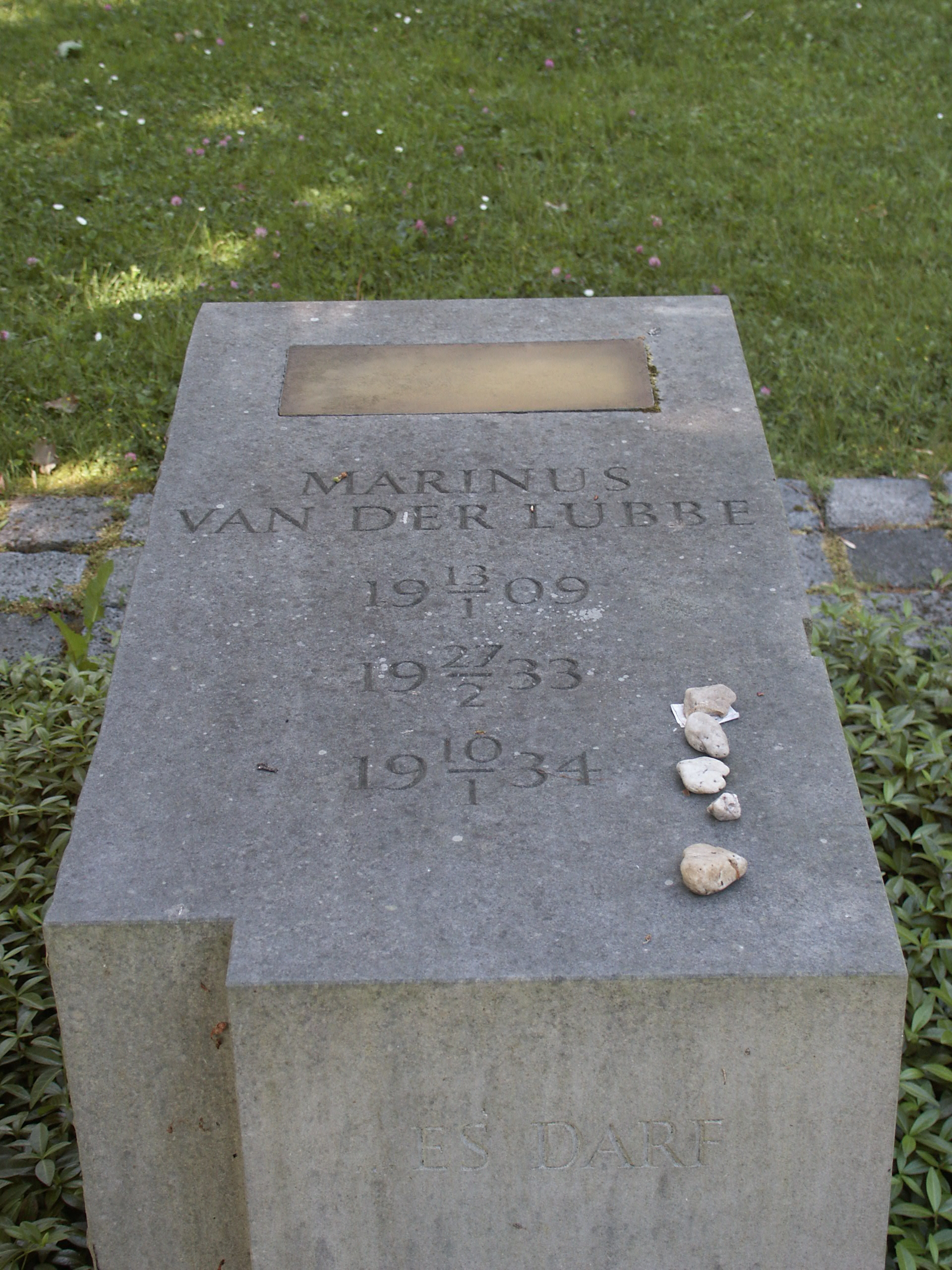
Grób van der Lubbego na Südfriedhof w Lipsku w Niemczech

Wyrok, częściowo nie podlegający apelacji, zapadł 23 grudnia 1933. Oskarżeni: Torgler, Dimitrow, Popow i Tanew zostali uniewinnieni z braku wystarczających dowodów. Oskarżony van der Lubbe został uznany winnym zdrady stanu, podżegania do podpalenia oraz próby podpalenia. Sąd skazał go na karę śmierci i utratę praw obywatelskich. Aby można było wydać taki wyrok Adolf Hitler ogłosił 29 marca tzw. Lex van der Lubbe – prawo, które z mocą wsteczną ustanawiało karę śmierci za podpalenia, zamachy, porwania i opór z bronią w ręku. Van der Lubbe został ścięty na gilotynie w lipskim więzieniu 10 stycznia 1934.

## Unieważnienie wyroku
Od końca II wojny światowej trwa dyskusja, czy Reichstag został podpalony przez nazistów, jak i czy van der Lubbe działał sam. Jest faktem, że w planach architektonicznych stolicy świata Germania przygotowywanych na polecenie Hitlera przez Generalbauinspektor für die Reichshauptstadt (GBI) Alberta Speer od 1937, Reichstag miał być sprowadzony do roli podrzędnego budynku, a w przyszłości rozebrany. Podpalenie budynku stało się też pretekstem dla fali nazistowskiego terroru nie tylko wobec komunistów, ale też socjalistów i socjaldemokratów, oraz związków zawodowych, które praktycznie w ciągu kilku miesięcy po pożarze przestały istnieć jako licząca się siła polityczna w Niemczech. Wielu autorów wysuwało wobec tego przypuszczenie, że prawdziwymi sprawcami podpalenia byli naziści.
W latach 50. brat van der Lubbego wniósł o proces rewizyjny. 21 kwietnia 1967 sąd w Berlinie uchylił wyrok śmierci wydany na podstawie prawa wprowadzonego po pożarze, wbrew przyjętej we wszystkich krajach cywilizacji zachodniej rzymskiej zasadzie, że prawo nie może działać wstecz i wymierzył karę za podpalenie w wysokości 8 lat.
W 1970 o rewizję tego procesu wystąpił Robert Kempner reprezentujący w procesie norymberskim prokuratora generalnego Roberta H. Jacksona przekonanego o niewinności van der Lubbego. W 1980 Kempner uzyskał całkowite uniewinnienie van der Lubbego. Wyrok ten został jednak uchylony w 1983. Ostatecznie 10 stycznia 2008 ze względów formalnych uchylono wyrok sądu lipskiego z 1933. Prokuratura federalna unieważniła wyrok na mocy ustawy z 1998 (niem. Gesetz zur Aufhebung nationalsozialistischer Unrechtsurteile), z uzasadnieniem, że kara śmierci została wyznaczona na podstawie konkretnych zapisów nazistowskich niezgodnych z elementarnymi zasadami praworządności.
Okoliczności pożaru Reichstagu do tej pory nie zostały w pełni wyjaśnione. W 1998 roku brytyjski historyk Ian Kershaw napisał w swej biografii Hitlera, że wśród historyków panuje generalnie zgoda co do faktu podpalenia Reichstagu przez van der Lubbe, jednakże nie ma pewności czy działał on samodzielnie.